# 内万林纳奖

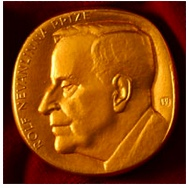
羅爾夫·內萬林納獎章

内万林纳獎（英語：Nevanlinna Prize）是頒予在電腦科學的數學方面有主要貢獻者。每四年在國際數學聯盟 (IMU) 主辦的國際數學家大會上頒發一次，以表彰在資訊科學數學方面的傑出貢獻，包括:
- 電腦科學的所有數學方面，包括計算複雜性理論、编程语言邏輯、算法分析、密码学、计算机视觉、模式识别、資訊處理、和智慧建模。
- 运算科学和數值分析。 數學最优化和控制理論的計算方面。 計算機代數系統。

獎項於1981年由國際數學家大會執行委員會設立，以紀念在前一年過世的芬蘭數學家罗尔夫·内万林纳。獲勝者將獲得一面金牌和現金獎勵。 與菲爾茲獎一樣，它針對的是年輕數學家，只有截至獲獎當年1月1日年齡在40歲以下的數學家才有資格獲得。。 2022年起，將更名為IMU珠算獎（IMU Abacus Medal）。

## 得獎者列表
- 1982年 - 罗伯特·塔扬
- 1986年 - 莱斯利·瓦利安特
- 1990年 - A.A. Razborov（英语：Alexander Razborov）
- 1994年 - 阿维·威格森
- 1998年 - 彼得·秀爾
- 2002年 - 迈度·苏丹（英语：Madhu Sudan）
- 2006年 - 乔恩·克莱因伯格
- 2010年 - 丹尼尔·斯皮尔曼（英语：Daniel Spielman）[4]
- 2014年 - Subhash Khot（英语：Subhash Khot）
- 2018年 - Constantinos Daskalakis（英语：Constantinos Daskalakis）
- 2022年 - Mark Braverman（英语：Mark Braverman (mathematician)）